# Tullu Dimtu
O Tullt Dimtu (Afan Oromo, língua dos Oromas: Tulluu Diimtuu) é a quarta mais alta montanha da Etiópia depois do Ras Dashen (4550m), Ancua (4462m), e Kidis Yared (4453m). A sua proeminência topográfica é relativamente baixa devido à sua localização no planalto Sanetti.
O monte Tullu Dimtu integra as montanhas Bale na região de Oromia no sudeste da Etiópia e o Parque Nacional das Montanhas Bale. Situa-se na divisória de águas entre o rio Weyib e o rio Shebelle.
Uma estrada de terra, a terceira mais alta no continente africano, conduz ao topo do  Tullu Dimtu.